# Clear Lake (Indiana)
Clear Lake is een plaats (town) in de Amerikaanse staat Indiana, en valt bestuurlijk gezien onder Steuben County.

## Demografie
Bij de volkstelling in 2000 werd het aantal inwoners vastgesteld op 244. In 2006 is het aantal inwoners door het United States Census Bureau geschat op 240, een daling van 4 (-1,6%).

## Geografie
Volgens het United States Census Bureau beslaat de plaats een oppervlakte van 6,1 km², waarvan 2,7 km² land en 3,4 km² water. Clear Lake ligt op ongeveer 324 m boven zeeniveau.

## Plaatsen in de nabije omgeving
De onderstaande figuur toont nabijgelegen plaatsen in een straal van 20 km rond Clear Lake.